# Alineador de faros

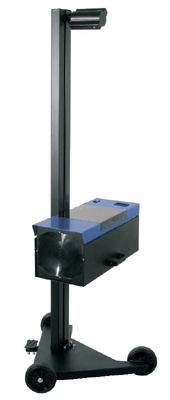
Un verificador de faros típico.

 Un alineador de faros,  verificador de haz de faros es un aparato que sirve para comprobar tanto la orientación como la intensidad de los faros de un vehículo,  para asegurarse de que cumple con un estándar mínimo para la utilización del vehículo en el país para el que se ha homologado el medidor. El uso más importante de un verificador de faros es en el test de alineación de los mismos durante una ITV. 
Para poder ser utilizado debe ser aprobado como adecuado para su uso en un test de homologación.  Una lista de verificadores de faros aceptables para su uso en las ITV  aparece en la página web del Departamento de Transporte de cada país homologador.

## Descripción
Un verificador de faros comprende un conjunto totalmente ajustable con una sola lente óptica de luz colimada que está montado en un riel y diseñado para evitar cualquier distorsión de la estructura soporte de la lente óptica durante su uso, tanto en la fase alineación de la lente frente a los faros del vehículo, como en las maniobras de montaje a lo largo de los rieles.
La lente óptica en sí, está diseñada para enfocar con precisión todo tipo de faros de cualquier vehículo, siendo totalmente ajustable en el plano vertical; eso se logra mediante su montaje en una columna vertical. El recorrido de la altura de medición de la lente óptica se puede ajustar entre 500 mm y 1500 mm, lo que permite la comprobación de todo tipo de vehículos, incluyendo los grandes vehículos de carga. Por último, en la parte superior de la columna de montaje de la lente hay un espejo o en ciertos casos un láser, que permite verificar que el faro esté alineado con el eje longitudinal del vehículo bajo prueba.

## Operación

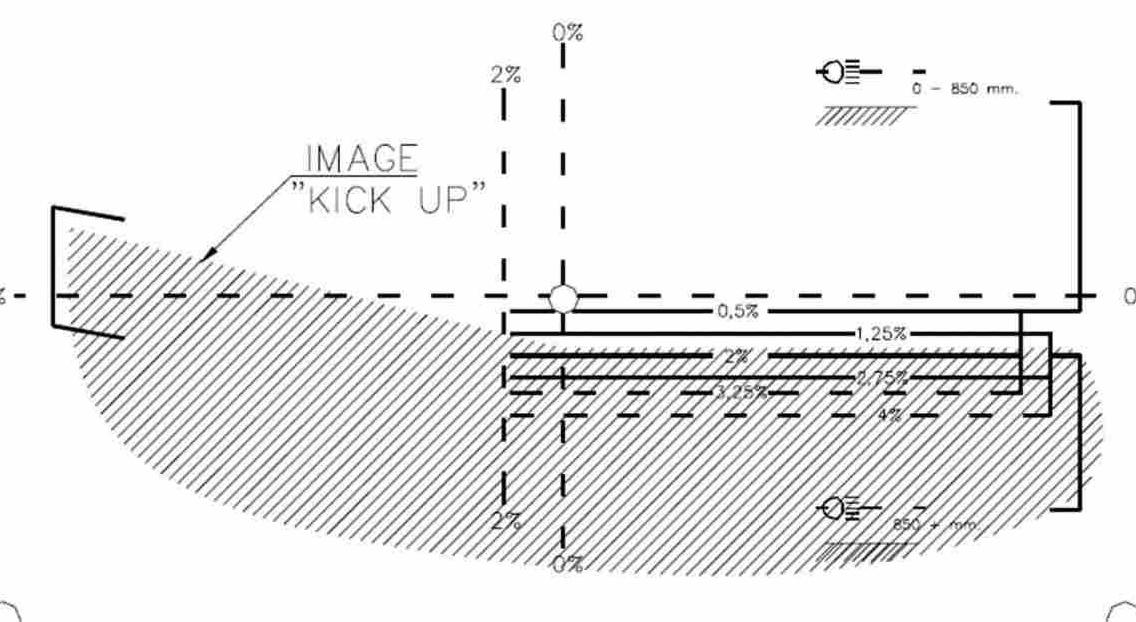
Detalle de la pantalla de medición utilizada para medir la alineación de los faros

Durante una inspección de faros, el haz de cada uno de los faros del vehículo se enfoca, a través de una  lente, sobre una pantalla de medición que tiene cuatro líneas sólidas, rojas o azules, que muestran posiciones con los porcentajes 0.5%, 1.25%, 2% y 2,75% sobre la línea central. Los incrementos de % en los posiciones con los porcentajes 3,25% y 4% sirven sólo para cuando el probador se utiliza específicamente con vehículos pesados. La medición se realiza de forma manual mediante la evaluación del patrón exacto del haz proyectado en la pantalla por un técnico capacitado.
Una característica que a menudo se incluye como parte de un medidor de este tipo es un método por el cual se puede medir la intensidad del haz. Esto se consigue con un medidor de luz o luxmeter que se incorpora dentro del mismo conjunto. En este caso puede ser usado para medir no sólo la intensidad de las luces de cruce, sino también para medir y comparar la intensidad del haz completo.